# ناحية النخيب
ناحية النخيب ناحية في قضاء الرطبة في محافظة الأنبار في العراق مركزها مدينة النخيب، استحدث ناحية النخيب يوم 6 تشرين الأول سنة 1960، وفي ناحية النخيب مدينة النخيب، وقرية الهبّارية، وقرية الكسرة ومنطقة منفذ عرعر الحدودي، وقرى أخرى مندثرة، مساحة ناحية النخيب كبيرة إذ هي 48085 كيلومتراً مربعاً، فهي 35% من محافظة الأنبار، و11% من جمهورية العراق، حدودها الجنوبية وادي الخر، ناحية النخيب متردية في كل جوانب الخدمات، وهي منطقة صحراوية شديدة الجفاف، وفيها مناطق جيدة للمياه الجوفية ما زالت غير مستغلة، وفيها نباتات طبيعية للرعي والدواء، وطيور للصيد، وفيها معادن الكلس والجبس والفوسفات والدولومايت والقير والحصى والرمل يمكن الاستفادة منها في الصناعات.

## سكان ناحية النخيب
تسكن النخيب عشيرة عنزة العربية
| سنة 1987 | 1997 | 2007 | 2017 |
| -------- | ---- | ---- | ---- |
| 3421     | 1142 | 1672 | 3617 |

## جغرافية النخيب
قال عبد الجبار الراوي في كتابه (البادية) واصفاً جغرافية النخيب "أما منطقة (النخيب) فإن الطقس فيها حار في النهار بارد في الليل ويكثر فيها نزول الأمطار والغبار وفي أرضها أعداد هائلة من الحيات والعقارب كما تكثر فيها الغزلان حتى ان المرء ليشاهد في أغلب الأحيان بين (الرطبة) و(النخيب) أسراب الغزلان كأنها قطعان الغنم، وهناك محل يُدعى (عنز) قرب النخيب لا يخلو من الغزلان في جميع مواسم السنة".

## استحداث ناحية النخيب

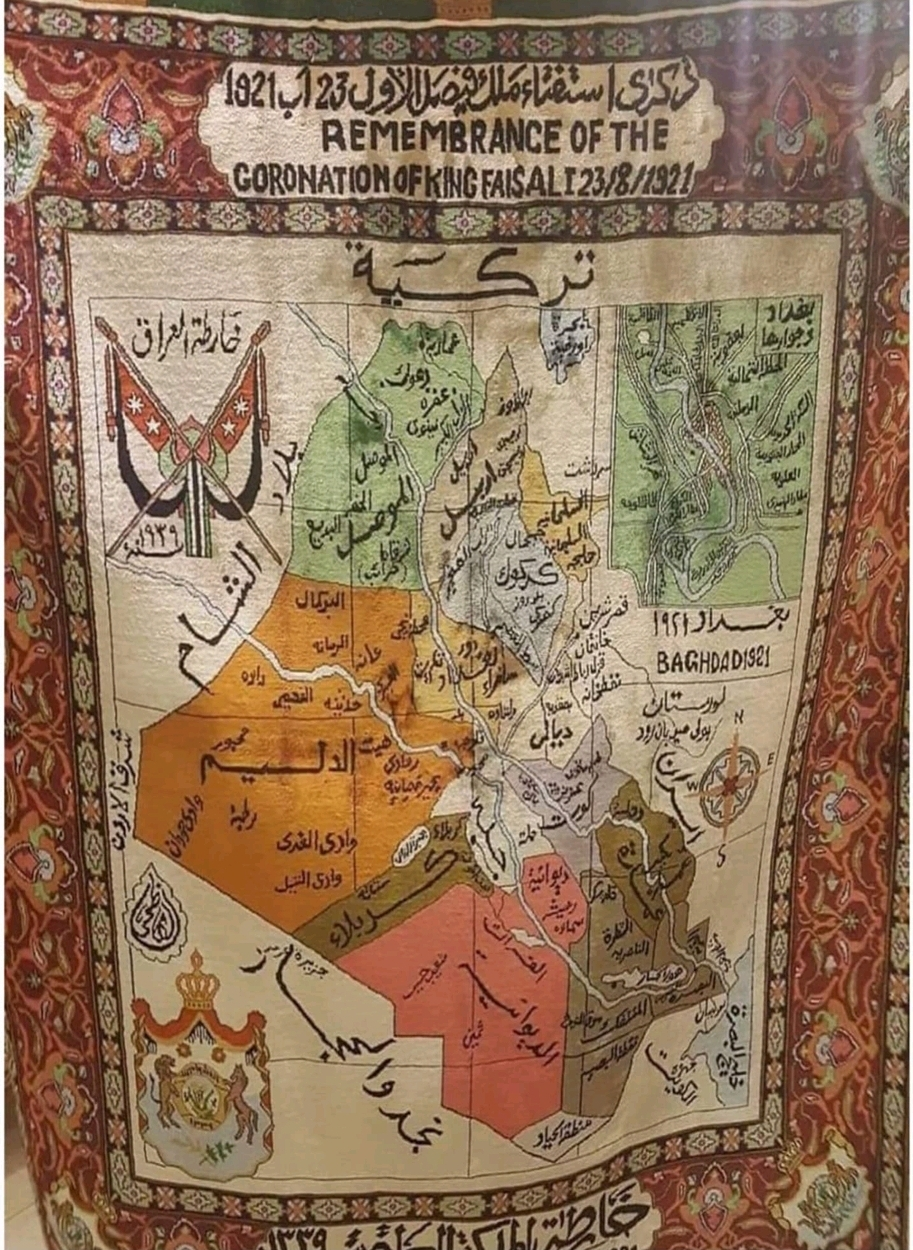
خريطة ألوية العراق الملكية عام 1921.

عند تأسيس الدولة العراقية في عام 1920 كانت النخيب مجرد محط لبعض البدو الرحل ثم تحولت إلى مخفر شرطة وكانت تتبع لواء الدليم ثم اقتطعت من المحافظة لتكون ضمن محافظة البادية الشمالية والتي ألغيت لاحقا وأعيدت إلى لواء الرمادي وقد تم إحداث ناحية النخيب عام 1960 بمرسوم جمهوري ما نصه:
| ناحية النخيب | عنوان التشريع: مرسوم بإحداث ناحية النخيب التصنيف: مرسوم النص - رقم التشريع: 596 - سنة التشريع: 1960 - تاريخ التشريع: 1960-10-06 00:00:00 —————— استنادا إلى المادة (3) من قانون إدارة الألوية وبناء على ما عرضه وزير الداخلية و وافق عليه مجلس الوزراء رسمنا بما هو آت - إحداث ناحية في لواء الرمادي باسم ناحية النخيب يكون مركزها في النخيب ترتبط بقضاء الرطبة وتكون حدودها الإدارية كما يلي : - - الشمال الشرقي – يبدأ الحد من عين (وزه) منحدرا نحو الجنوب الشرقي محاددا إلى مركز الرمادي مخترقا وادي الغذف حتى يصل تل (الحوزة) بمسافة 60 كيلو مترا حيث يحادد لواء كربلاء ثم ينحرف قليلا نحو الشرق إلى أن يصل إلى (الزيكيلة) بمسافة (40) كيلو مترا حيث يلتقي بحدود قضاء السلمان في لواء الديوانية - الجنوب الشرقي – يبدأ الحد من (الزيكيلة) متجها نحو الغرب محاددا إلى وادي (الخر) ويسير بحداء هذا الوادي حتى يصل إلى (الحافير) حيث يحادد المملكة العربية السعودية - الجنوب الغربي – يتجه الحد من المحافير نحو الشمال الغربي إلى أن يصل نقطة تثليث (على جديدة عرعر) مقاطعا مسافة (150) كيلو متر ثم يتجه الحد على سيره حتى يصل إلى نقطة التقائه بحدود ناحية الرطبة محاددا بذلك المملكة العربية السعودية - الشمال الغربي – يبدأ الحد من نقطة التقاء حدود ناحية النخيب بحدود ناحية الرطبة بمسافة (55) كيلو مترا عن (مكر النعام) ثم يسير الحد نحو الشرق محاددا وادي (معيلة الغذف) إلى نقطة تثليث على وادي (الاربياني) ويواصل الحد سيره نحو الشرق قاطعا (كور العوج) وبعد ذلك يتجه نحو الشمال قليلا حيث مفرق شعيب (العوج) ومن ثم يتجه الحد بخط مستقيم نحو الشرق حيث يصل إلى (عين وزه) وهي النقطة التي بدأ منها محاددا بذلك ناحية الرطبة وبهذا تنتهي الحدود الادارية لناحية النخيب - على وزير الداخلية تنفيذ هذا المرسوم - كتب ببغداد في اليوم الخامس عشر من شهر ربيع الثاني سنة 1380 المصادف لليوم السادس من شهر تشرين الاول سنة 1960 مجلس السيادة - محمد نجيب الربيعي - رئيس مجلس السيادة - خالد النقشبندي - عضو - أحمد محمد يحيى - وزير الداخلية - عضو - اللواء الركن - عبد الكريم قاسم - رئيس الوزراء - نشر في الوقائع العراقية عدد 428 في 22 / 10 / 1960 | ناحية النخيب |

- المصدر

إلا ان أعضاء في مجلس محافظة كربلاء يتحججون بأن النخيب كانت تابعة لمحافظة كربلاء لكنها فعلا لم تضم إلا لفترة قصيرة ثم أعيدت إلى محافظة الأنبار بالمرسوم التالي:
| ناحية النخيب | عنوان التشريع: مرسوم رقم 408 فك ارتباط ناحية النخيب والحاقها بقضاء الرطبة التصنيف: مرسوم المحتوى رقم التشريع: 408 سنة التشريع: 1979 تاريخ التشريع: 1979-07-31 00:00:00 ———————————— - استنادا إلى أحكام المادة (الرابعة) من قانون المحافظات رقم (159) لسنة 1969 المعدل، وبناء على ما عرضه وزير الداخلية، وبموافقة مجلس قيادة الثورة. رسمنا بما هو آت : - فك ارتباط ناحية (النخيب) التابعة لقضاء (عين التمر) بمحافظة كربلاء، والحاقها بقضاء (الرطبة) بمحافظة الانبار. على وزير الداخلية تنفيذ هذا المرسوم. - كتب ببغداد في اليوم الثامن من شهر رمضان لسنة 1399 المصادف لليوم الحادي والثلاثين من شهر تموز لسنة 1979. - صدام حسين - رئيس الجمهورية | ناحية النخيب |

## مديرو ناحية النخيب
| المدير            | الفترة    |
| صبري حسين الدليمي | 2021      |
| إيهاب العيساوي    | أيار 2015 |
| سلطان بحر سلطان   | آذار 2015 |

## الوضع الأمني
وفي عام 2014 أعلن رئيس مجلس الوزراء العراقي حيدر العبادي تسليم الملف الأمني من قيادة عمليات الانبار إلى قيادة عمليات الفرات الأوسط وتسليم الملف الأمني إلى محافظة كربلاء.